# Abe Yuta
Yuta Abe (sinh ngày 31 tháng 7 năm 1974) là một cầu thủ bóng đá người Nhật Bản.

## Sự nghiệp câu lạc bộ
Yuta Abe đã từng chơi cho Sanfrecce Hiroshima và Vissel Kobe.